# Pequeño para la edad gestacional
En pediatría, pequeño para la edad gestacional (PEG) es un término que se usa para bebés cuyo peso al nacer es menor al percentil 10 correspondiente a su edad gestacional, por lo general debido a una restricción del crecimiento intrauterino.